# Герлахов (район Бардеёв)
Герлахов (словац. Gerlachov) — село и одноимённая община в районе Бардеёв Прешовского края Словакии. В письменных источниках начинает упоминаться с 1344 года.

## География
Село расположено в северной части края, на левом берегу реки Топли, при автодороге 77. Абсолютная высота — 356 метров над уровнем моря. Площадь муниципалитета составляет 8,86 км².

## Население
| Год:                | 1994 | 2004     | 2014    | 2024    |
| ------------------- | ---- | -------- | ------- | ------- |
| Количество человек: | 922  | 1020     | 1042    | 1055    |
| Разница:            |      | +10,62 % | +2,15 % | +1,24 % |

По данным последней официальной переписи 2011 года, численность населения Герлахова составляла 1034 человека.

## Достопримечательности
- Грекокатолическая церковь во имя св. Архангела Михаила, 1844 г.